# Ljiljana Amidžić Gligorić
Ljiljana Amidžić Gligorić (Banja Luka, 6. februar 1976) srpski je magistar ekonomskih nauka. Sadašnji je izvršni direktor Društva za upravljanje Penzijskim rezervnim fondom Republike Srpske.

## Biografija
Ljiljana Amidžić Gligorić je od 2003. radila u mikrokreditnoj organizaciji „Sinergija plus“ d.o.o. Banjaluka, a od aprila 2011. godine kao analitičar rizika u Društvu za upravljanje Penzijskim rezervnim fondom a.d. Banja Luka.
Tokom 2013. položila je stručni ispit i stekla zvanje investicionog menadžera kod Komisije za hartije od vrijednosti Republike Srpske.
Ljiljana Amidžić Gligorić je 2010. odbranila magistarsku tezu „Koncept organizacije koja uči na primjeru mikrokreditnih organizacija u BiH“.
Na dužnost izvršnog direktora za računovodstvo, opšte poslove i razvoj Društva za upravljanje Penzijskim rezervnim fondom Republike Srpske stupila je 9. avgusta 2017.
Član je Nadzornog odbora u emitentu na Banjalučkoj berzi Vodovod a.d. Banja Luka. 
Tečno govori engleski jezik. 
Udata je i majka dva djeteta.